# 5087 Emelʹyanov
5087 Emelʹyanov eller 1978 RM2 är en asteroid i huvudbältet som upptäcktes den 12 september 1978 av den rysk-sovjetiske astronomen Nikolaj Tjernych vid Krims astrofysiska observatorium på Krim. Den har fått sitt namn efter astronomen Nikolaj Vladimirovitj Jemeljanov.
Asteroiden har en diameter på ungefär tretton kilometer och tillhör asteroidgruppen Padua.